# Елемучаш (Кузнецовское сельское поселение)
Елемуча́ш (мар. Йӱлемучаш) — деревня в Медведевском районе Республики Марий Эл. Входит в состав Кузнецовского сельского поселения.

## География
Находится на расстоянии приблизительно 12 км по прямой на северо-восток от города Йошкар-Ола.

## История
Упоминается с 1877 года как выселок Елемучаш (Малое Комино) Вараксинской волости с 10 дворами. В 1886 здесь было отмечено 13 дворов и 101 человек, мари. В 1895 году в выселке проживали 79 человек. В 1925 году здесь (уже деревня) было 12 дворов, проживало 69 человек, в 1959 95 человек, в 1967 году было 16 хозяйств и проживало 88 человек. В советское время работал колхоз «У илыш» и совхоз «Семёновский».

## Население
Население составляло 10 человек (мари 100 %) в 2002 году, 10 в 2010.